# پرایا دا ویتوریا
شهر پرایا دا ویتوریا (به پرتغالی: Praia da Vitória) در پرایا دا ویتوریا در کشور پرتغال واقع شده‌است. جمعیت این شهر ۶٬۵۰۰ نفر است. در تاریخ ۲۰ ژوئن ۱۹۸۱ به عنوان شهر شناخته شد.